# 사라 (프랑스)

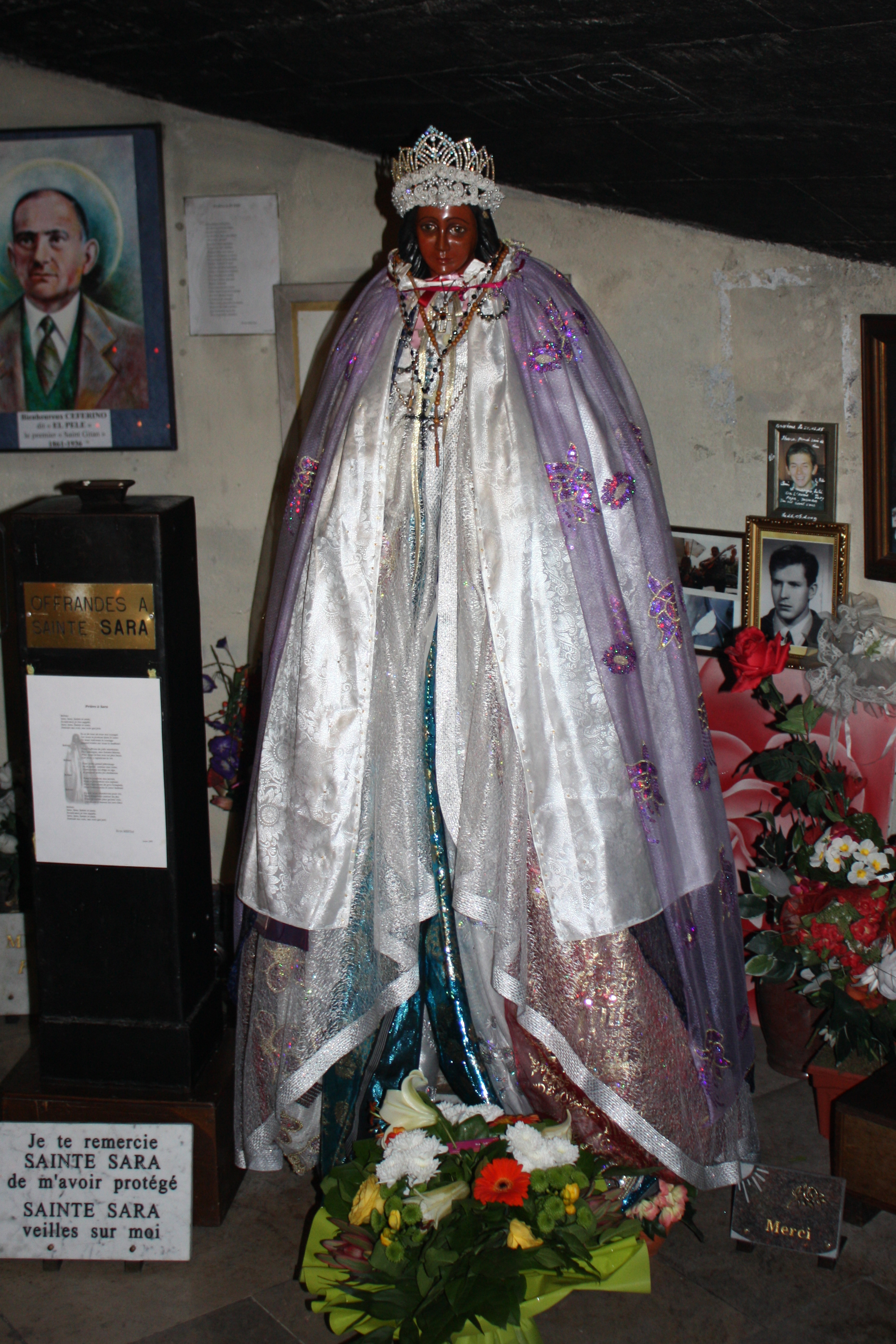
생트마리드라메르의 사라

사라(Sarah)는 프랑크 왕국의 건국 신화와 프랑스 전설에 등장하는 인물로 어머니는 마리아 막달레나이다. 다빈치 코드, 성배와 잃어버린 장미 등의 소재가 되기도 하였다.

## 생애
프랑스 전설에 등장하는 인물로 마리아 막달레나의 딸이다. 그녀의 아버지가 예수 그리스도라는 가설을 소재로 한 작품 다빈치 코드, 성배와 잃어버린 장미 등과 영화 다빈치 코드가 상영되어 논란이 되기도 했다.
어머니 막달라 마리아와 함께 아리마대의 요셉의 도움을 받아 예루살렘을 탈출, 골(지금의 프랑스)로 피신하였다. 다빈치 코드에서는 프랑스에서 출산한 것으로 되어 있다. 프랑스 전설에는 당시 도착할 때 사라는 아주 어린 소녀였다 한다. 사라는 12세 정도의 연령대에 어머니 막달레나 등과 함께 프랑스 남부에 도착하였을 것으로 추정된다.
사라와 막달라 마리아의 일거수일투족은 그들을 보호하던 사람들에 의해 철저하게 기록되었다. 막달라 마리아의 아이는 다윗과 솔로몬 왕의 후손이라는 것을 기억한 이스라엘인들에 의해 보호되었으며, 사라를 출산한 막달라 마리아는 신성한 왕족으로 추측되었으므로 존경받았다. 이후 학자들은 사라의 출산과 이후의 가계도를 기록하였다.

## 사후
프랑스의 생마리드라메르 마을에는 사라 칼리, 검은 여왕이라고 불리는 이집트 여인, 성 사라를 기리는 축제가 사당에서 매년 5월 23일에 3일간 거행된다. 중세부터 시작된 이 축제는 서기 42년 작은 배를 타고 그 지역 해변에 도착한 마리아 막달레나, 마르다, 나사로와 함께 도착한 흑인 소녀를 기리는 행사로 지금까지 거행되고 있다.

## 같이 보기
- 다빈치 코드
- 예수는 신화다
- 성배와 잃어버린 장미
- 다빈치 코드의 진실
- 메로빙거 왕조
- 마리아 막달레나